# Episodi di Elementary (seconda stagione)
La seconda stagione della serie televisiva Elementary è stata trasmessa sul canale statunitense CBS dal 26 settembre 2013 al 15 maggio 2014.
In Italia, la prima parte della stagione è andata in onda in prima visione assoluta su Rai 2 dall'8 marzo al 3 maggio 2014; la seconda parte dal 6 settembre 2014 al 3 gennaio 2015.
| nº | Titolo originale                  | Titolo italiano             | Prima TV USA      | Prima TV Italia   |
| -- | --------------------------------- | --------------------------- | ----------------- | ----------------- |
| 1  | Step Nine                         | Il nono passo               | 26 settembre 2013 | 8 marzo 2014      |
| 2  | Solve for X                       | Equazione mortale           | 3 ottobre 2013    | 15 marzo 2014     |
| 3  | We Are Everyone                   | Una vita normale            | 10 ottobre 2013   | 22 marzo 2014     |
| 4  | Poison Pen                        | Vizi di famiglia            | 17 ottobre 2013   | 29 marzo 2014     |
| 5  | Ancient History                   | Una vecchia storia          | 24 ottobre 2013   | 5 aprile 2014     |
| 6  | An Unnatural Arrangement          | Scavi nel passato           | 31 ottobre 2013   | 12 aprile 2014    |
| 7  | The Marchioness                   | La marchesa                 | 7 novembre 2013   | 19 aprile 2014    |
| 8  | Blood Is Thicker                  | Legami di sangue            | 14 novembre 2013  | 26 aprile 2014    |
| 9  | On the Line                       | In bilico                   | 21 novembre 2013  | 3 maggio 2014     |
| 10 | Tremors                           | Tremori                     | 5 dicembre 2013   | 6 settembre 2014  |
| 11 | Internal Audit                    | Controllo interno           | 12 dicembre 2013  | 13 settembre 2014 |
| 12 | The Diabolical Kind               | Mente diabolica             | 2 gennaio 2014    | 20 settembre 2014 |
| 13 | All in the Family                 | Tutto in famiglia           | 9 gennaio 2014    | 27 settembre 2014 |
| 14 | Dead Clade Walking                | Morto che cammina           | 30 gennaio 2014   | 4 ottobre 2014    |
| 15 | Corpse de Ballet                  | Corpo di ballo              | 6 febbraio 2014   | 18 ottobre 2014   |
| 16 | The One Percent Solution          | Un ritorno inatteso         | 27 febbraio 2014  | 25 ottobre 2014   |
| 17 | Ears to You                       | Il rapimento                | 6 marzo 2014      | 1º novembre 2014  |
| 18 | The Hound of the Cancer Cells     | Il segugio                  | 13 marzo 2014     | 8 novembre 2014   |
| 19 | The Many Mouths of Aaron Colville | Quando Watson era un medico | 3 aprile 2014     | 15 novembre 2014  |
| 20 | No Lack of Void                   | Un grande vuoto             | 10 aprile 2014    | 6 dicembre 2014   |
| 21 | The Man With the Twisted Lip      | Violazione della privacy    | 24 aprile 2014    | 13 dicembre 2014  |
| 22 | Paint It Black                    | La lista                    | 1º maggio 2014    | 20 dicembre 2014  |
| 23 | Art in the Blood                  | Al lupo, al lupo            | 8 maggio 2014     | 27 dicembre 2014  |
| 24 | The Grand Experiment              | Il grande esperimento       | 15 maggio 2014    | 3 gennaio 2015    |

## Il nono passo
- Titolo originale: Step Nine
- Diretto da: John Polson
- Scritto da: Robert Doherty e Craig Sweeny

### Trama
Holmes e Watson si recano a Londra per trovare il vecchio collega di Holmes, Lestrade, che si sta nascondendo per sfuggire all'arresto dopo aver minacciato un sospettato di omicidio con una granata. Mentre sono a Londra, scoprono che Mycroft, il fratello di Holmes, ora vive nella vecchia casa di Holmes al 221B di Baker Street. Holmes cercherà le prove che confermino i sospetti di Lestrade e nel frattempo appianerà alcune divergenze con il fratello grazie all'intervento di Watson. Tuttavia, contrariamente alla volontà di Holmes, Lestrade si prende il merito di aver risolto il caso condotto da Sherlock.
- Guest star: Rhys Ifans (Mycroft Holmes), Sean Pertwee (Gareth Lestrade), Rufus Wright (Lawrence Pendry), Tim McMullan (DCI Hopkins), John Owens (prete)
- Ascolti USA: 10 180 000 telespettatori – share (18-49 anni) 6%[2]
- Ascolti Italia: 1 765 000 telespettatori – share 7,38%[3]

## Equazione mortale
- Titolo originale: Solve for X
- Diretto da: Jerry Levine
- Scritto da: Jeffrey Paul King

### Trama
Holmes e Watson iniziano ad indagare sulla morte di Felix Soto, un matematico molto vicino al risolvere il problema delle classi P e NP, la cui soluzione ha un valore di un milione di dollari. Holmes, con la collaborazione di Watson, scopre che Soto stava lavorando alla risoluzione del problema con un altro matematico che viene subito sospettato dell'omicidio per via del fatto che avrebbe avuto come movente il voler rubare la soluzione al suo collega. Una matematica che si occupava del problema P e NP, Tanya Barrett, permette a Holmes di scoprire il nome del collega di soto, Cyril Nawal. Nawal però era stato ucciso a sua volta. Nell'appartamento di Nawal viene ritrovata una cimice e una telecamera riconducibili ad una azienda che offre servizi di crittografia. Il direttore però spiega a Holmes che il loro intento non era quello di rubare la soluzione del problema ma di averne l'esclusiva in modo tale da poter creare un sistema che potesse essere immune dalle possibilità di codifica dei sistemi di sicurezza che la soluzione offrirebbe. Inoltre aggiunge che non sarebbe stato loro utile uccidere i due matematici perché, secondo quanto gli aveva detto Tanya Barrett, l'esperta che collaborava con l'azienda, la risoluzione del problema era ancora molto lontana.
La Barrett viene immediatamente fermata perché aveva mentito riguardo alla soluzione del problema ma lei ha un alibi di ferro per la sera dei due omicidi: il video del ristorante in cui era stata con un collega informatico la ritrae nelle due ore in cui sono stati commessi gli omicidi. Inoltre la Barrett indica come possibile colpevole l'ex fidanzato che ha risentimenti verso di lei; Si scopre che l'uomo aveva mandato mail ambigue e intimidatorie alla donna e aveva ordinato via internet proiettili dello stesso calibro di quelli usati per gli omicidi, cosa che lo rende un indiziato perfetto. Holmes però si accorge che nel video che scagiona la Barrett un uomo compra delle birre ad un prezzo tipico dell'happy hour, che si svolge in orario molto precedente a quello riportato in sovrimpressione sul video stesso. Holmes e Watson riescono ad incastrare Tanya Barrett con la confessione dell'informatico con cui era a cena nel video, che confessa di essere riuscito a cambiare l'orario grazie alle possibilità scaturite dalla soluzione del problema P e NP.
Durante l'indagine Watson ha a che fare con il suo passato, poiché incontra il figlio del paziente che ha ucciso per errore durante un'operazione; il ragazzo le chiede dei soldi e lei sarebbe intenzionata a darglieli perché colpita dal senso di colpa, ma Holmes riesce a farla ragionare e Watson risolve abilmente il problema trovando un compromesso.
- Guest star: Lynn Collins (Tanya Barrett), Jeremy Jordan (Joey Castoro), Glenn Fitzgerald (Linus Roe), Rich Sommer (Harlan Emple), Khalil Kain (Benny Charles), Rick Holmes (Jason Harrison), Simon Feil (impiegato di ufficio), Rock Kohli (Cabbie), Nickolas Maccarone (Wayne Kaneshiro)
- Ascolti USA: 9 380 000 telespettatori – share (18-49 anni) 6%[4]
- Ascolti Italia: 1 815 000 telespettatori – share 7,18%[5]

## Una vita normale
- Titolo originale: We Are Everyone
- Diretto da: Michael Pressman
- Scritto da: Craig Sweeny

### Trama
Dei segreti militari sono stati resi pubblici da un misterioso Ezra Kleinfelter che viene quindi ricercato per spionaggio. Holmes e Watson ricevono l'incarico di ritrovare Kleinfelter da un certo signor Müller che dice di rappresentare un gruppo di persone preoccupate per l'incolumità del fuggitivo. Holmes scopre invece che il signor Müller si chiama in realtà Elliot Honeycutt ed è il vicepresidente dell'azienda in cui lavorava Kleinfelter e da cui ha potuto rubare i segreti di stato. Holmes e Watson riescono a scoprire che il fuggitivo sta ricevendo aiuto da un collettivo che si chiama Everyone. Holmes, dopo una notte di ricerche, scopre che la persona che sta ospitando Kleinfelter è una certa Vanessa Hiskie. I due detective si recano a casa della Hiskie ma la trovano morta, probabilmente uccisa da Kleinfelter.
Nel frattempo il collettivo Everyone, non contento di essere stato scoperto, sta rendendo la vita molto difficile ai due detective ma Holmes, dopo una discussione con il gruppo, riesce a scoprire che il capo è un certo Darragh O'Connor e che l'indomani avrebbe avuto un volo privato fino al Venezuela con cui avrebbe potuto portare Kleinfelter. Così la polizia e i due detective scovano la spia all'aeroporto ma Klinefelter li incastra minacciando di rivelare l'identità di quattordici spie sotto copertura che verrebbero così uccise. Sono costretti a lasciarlo fuggire ma Watson riesce a prendere l'orologio del fuggitivo da cui ricavare il DNA che lo incastra per l'omicidio della Hiskie. Holmes convince Honeycutt a rivelare i nomi delle spie sotto copertura nonostante il danno che recherebbe alla sua azienda. Kleinfelter viene quindi arrestato per i due reati.
Nel frattempo Watson, in seguito all'incontro con alcuni amici, inizia a porsi dei dubbi sulla sua vita da detective, e incontra un uomo. Holmes, dal canto suo, riceve una lettera da Moriarty, con la quale si chiude la puntata.
- Guest star: Christian Campbell (Ezra Kleinfelter)
- Ascolti USA: 9 060 000 telespettatori[6]
- Ascolti Italia: 1 822 000 telespettatori – share 7,25%[7]

## Vizi di famiglia
- Titolo originale: Poison Pen
- Diretto da: Andrew Bernstein
- Scritto da: Liz Friedman

### Trama
Holmes e Watson hanno a che fare con un omicidio in cui il cadavere del ricco signor Titus Delancey viene ritrovato vestito con una tuta fetish in lattice. Holmes scopre rapidamente che la vittima è stata avvelenata con la nitroglicerina e che la tuta gli è stata infilata post morte. Holmes individua con facilità la persona che ha comprato l'abito fetish, un dipendente della stessa ditta di Delancey. Quest'ultimo confessa di aver vestito il cadavere con la tuta fetish ma non di averlo ucciso; il tizio rivela che il motivo di questa azione risiede nel fatto che, al momento della pensione, la ditta avrebbe dato a Delancey una buonuscita di centoventicinque milioni di dollari e che il contratto prevedeva una clausola sulla condotta morale il quale, in caso di episodi simili, avrebbe evitato alla società di pagare quella somma. L'indagine così deve ripartire da capo e i due detective incontrano la famiglia della vittima.
La tata, Abigail Spencer, è una vecchia conoscenza di Holmes; la ragazza era stata accusata dell'omicidio del padre per avvelenamento con nitroglicerina e Holmes, interessato all'indagine, aveva iniziato a inviare delle lettere alla Spencer per studiare il suo caso. La ragazza rispondeva calorosamente alla sua corrispondenza permettendogli di esaminare la vicenda. Holmes si persuade della sua colpevolezza nonostante la Spencer fosse stata prosciolta dall'accusa. La vita della ragazza viene però rovinata dai media ed è costretta a cambiare vita e nome nel tentativo di nascondere il suo passato. I trascorsi con la legge della Spencer la rendono così l'indiziata perfetta ma il detective si rende conto che stavolta è innocente e qualcuno la vuole incastrare perché conosce il suo segreto. Holmes viene a conoscenza del fatto che la moglie di Delancey non ha un alibi per la sera dell'omicidio e che faceva seguire il marito da un investigatore privato che aveva scoperto il segreto della Spencer. La signora Delancey decide così di dire la verità alla polizia: la sera dell'omicidio aveva incontrato un medico da cui avrebbe potuto comprare la nitroglicerina per uccidere il marito, incastrando la Spencer, ma era stata battuta sul tempo da qualcun altro. Le indagini di Holmes sono di nuovo ad un punto morto ma il detective si rende conto che Graham, il primogenito del signor Delancey, avrebbe avuto un importante tornaconto economico dall'omicidio e comincia a seguire questa pista.
La Watson trova con abilità il tablet di Delancey e scopre così che la vittima era anche un carnefice che abusava sessualmente del figlio. Il quadro è ora chiaro e Graham è sul punto di ammettere l'omicidio del padre. La Spencer però viene a sapere degli abusi subiti dal ragazzo e confessa prima di lui l'omicidio che non ha commesso. Holmes cerca di dissuaderla da questa azione ma lei le spiega che la sua colpevolezza per i fatti di molti anni prima era rimasta impunita e il ragazzo non meritava di essere condannato dopo quello che aveva passato. L'episodio si chiude con Holmes che dice a Graham di sapere perfettamente la verità e che in futuro lo terrà d'occhio non permettendogli di commettere un altro omicidio.
- Guest star: Laura Benanti (Anne Barker / Abigail Spencer)
- Ascolti USA: 8 520 000 telespettatori[8]
- Ascolti Italia: 1 981 000 telespettatori – share 7,85%[9]
- Nota. Sherlock intuisce che la vittima è stata avvelenata annusandola come nel racconto Uno studio in rosso di Sir Arthur Conan Doyle.

## Una vecchia storia
- Titolo originale: Ancient History
- Diretto da: Sanaa Hamri
- Scritto da: Jason Tracey

### Trama
Holmes decide di andare a cercare cadaveri sospetti in un obitorio, e ne trova uno: un certo Leo Banin ha subito un incidente stradale ma ha delle ferite alle mani non rapportabili con le dinamiche della morte e un tatuaggio tipico della Rukovskaya Bratva, un gruppo polacco di criminali. Si scopre che il suo vero nome è Vitalij Andropov e che le ferite alle mani sono riconducibili ad uno strangolamento con un cavo. Tuttavia senza il cadavere di una vittima le indagini non possono iniziare e così Holmes si reca a casa della moglie del morto ma questa non gli è di nessun aiuto. Allora Holmes cerca di capire chi dei conoscenti di Banin non abbia mandato le condoglianze per la sua morte e scova un socio che se la stava spassando con i soldi che gli aveva dato Banin; questo gli dice che quei soldi erano stati dati a Banin da uno strozzino e che non sapeva altro. Holmes e Watson fanno visita allo strozzino che rivela loro che qualche giorno prima degli uomini della Bravta erano venuti a fare domande su Andropov/Banin.
Holmes pensa così di andare a dare un'occhiata al luogo dell'incidente e l'intuizione si rivela giusta; la polizia ritrova il cadavere di un affiliato della Bratva, Andreav Grigori, morto per strangolamento. Holmes rintraccia anche un altro elemento della Bratva, Marko Zubkov che ha un alibi per l'omicidio, era in ospedale con gravi ferite da accoltellamento alla gamba. Holmes però capisce tutto quel che è successo, convoca la moglie di Banin e le racconta come secondo lui siano andate le cose: Banin ha dei vecchi conti in sospeso con la Bratva, la moglie lo sa e organizza un primo attentato in casa sua con l'aiuto di Zubkov, ma il marito reagisce ferendo l'attentatore e scappa. Allora la moglie pianifica un secondo attentato dicendo a Grigori il luogo in cui avrebbe dovuto incontrare il marito, ma anche questa volta quest'ultimo riesce a combattere e uccide l'aggressore strozzandolo con un cavo; dunque la moglie, ormai scoperta, gli spara contro e Banin fa un incidente nel tentativo di scappare. La polizia nel frattempo sta perquisendo la casa trovando le prove, così la donna confessa e viene arrestata.
Durante l'indagine Watson incontra un'amica che le chiede di rintracciare un ragazzo, l'avventura di una notte, di nome Tony; Joan accetta per aiutarla, e recupera u n video della sera in cui i due si erano incontrati. In procinto di guardarlo, Holmes le confessa di essere stato lui il "Tony" dell'amica, in quanto in un primo periodo di permanenza di Joan a casa di Sherlock, lui la pedinava spesso, per essere certo di avere a che fare con una persona onesta. I due hanno una discussione, e Sherlock assicura a Joan di non avere più mancato alla sua fiducia; a fine puntata, viene fuori che Sherlock è nuovamente andato a letto con l'amica di Joan, e lui non perde occasione per farglielo notare. Watson riuscirà a vendicarsi scaltramente.
- Guest star: Jordan Gelber (Dr. Eugene Hawes, M. E.)
- Ascolti USA: 8 720 000 telespettatori[10]
- Ascolti Italia: 1 775 000 telespettatori – share 6,97%[11]

## Scavi nel passato
- Titolo originale: An Unnatural Arrangement
- Diretto da: Christine Moore
- Scritto da: Cathryn Humphris

### Trama
In questa puntata la moglie di Gregson viene sorpresa in casa da un bandito coperto in volto grazie ad un passamontagna, messo in fuga dalla stessa moglie del signor Gregson. Da qui comincerà una rischiosa quanto avvincente caccia al bandito. Si viene inoltre a sapere che il capitano Gregson non vive più a casa da circa un mese perché la moglie ha chiesto una pausa per riflettere sul loro rapporto.
Nel frattempo, Holmes e Watson discutono sulla loro collaborazione. Alla fine dell'episodio, Gregson non decide di rinunciare al suo matrimonio, mentre Holmes incoraggia Watson per esaminare i casi che non riusciva a risolvere.
- Guest star: Talia Balsam (Cheryl Gregson)
- Ascolti USA: 9 470 000 telespettatori – share (18-49 anni) 5%[12]
- Ascolti Italia: 1 787 000 telespettatori – share 7,27%[13]
- Nota. Sherlock risolve il caso grazie a un cane che non ha abbaiato come nel racconto Barbaglio d'Argento di Sir Arthur Conan Doyle

## La marchesa
- Titolo originale: The Marchioness
- Diretto da: Sanaa Hamri
- Scritto da: Christopher Hollier e Craig Sweeny

### Trama
Nigella, l'ex fidanzata di Mycroft, si presenta a New York insieme al fratello di Sherlock, che vuole aprire un ristorante in città. Mycroft intende chiedere aiuto a Holmes per risolvere il caso dell'uccisione di Silver Blaze, un cavallo da corsa appartenente a Nigella, soprannominata "marchesa", poiché ha sposato un marchese, dal quale ha poi divorziato.
Quando qualcuno cercherà di uccidere Nigella, gli investigatori scopriranno un legame tra il mondo spietato delle corse di cavalli e uno degli assassini più elusivi del mondo della droga.
Nel frattempo, Sherlock scopre che a Londra (episodio 1 di questa stagione) Mycroft e Joan sono stati a letto insieme, e che suo fratello ha avuto la leucemia e ha rifiutato di chiedere a Holmes la donazione di midollo, a causa di questioni personali (ed è pertanto stato aiutato da Nigella). Dopo diverse situazioni di tensioni con entrambi, Mycroft riesce a chiarire tutto con il fratello, e finalmente i due Holmes possono mettere da parte il loro passato.
- Guest star: Rhys Ifans (Mycroft Holmes), Olivia d'Abo (Nigella Mason)
- Ascolti USA: 8 890 000 telespettatori[14]
- Ascolti Italia: 1 465 000 telespettatori – share 6,08%[15]

## Legami di sangue
- Titolo originale: Blood Is Thicker
- Diretto da: John Polson
- Scritto da: Bob Goodman

### Trama
Mycroft è ancora in città, e chiede a Sherlock un appuntamento. Nel frattempo una ragazza, Haley, viene trovata sul tetto di un furgone delle consegne; è stata pugnalata al ventre ed è caduta dal balcone di un palazzo. Sherlock e Joan cominciano le indagini con il detective Bell. Presto si trovano due sospettati: il ragazzo di Haley, che viveva di nascosto con lei, e la matrigna, moglie di un magnate dell'industria tecnologica gravemente malato(la vittima è stata concepita dopo una notte di passione tra lui e la a madre biologica).
Gli investigatori individuano un ex fidanzato di Haley, e anche se l'uomo è innocente, li informa che Haley era affetta da una malattia. Ian Gale muore, spingendo Sherlock, Watson e la polizia di New York per affrontare la signora Gale.
Alla fine della puntata, dopo la morte del marito, Sherlock e Joan scoprono che è stata proprio lei ad uccidere la figliastra e suo marito: lei ha iniettato a Haley una sostanza velenosa (ci è riuscita perché era stata un'infermiera prima di sposarsi) e che avrebbe avvelenato Ian durante con una trasfusione per la sua malattia per avere l'eredità tutta per sé.
Nel frattempo, Mycroft comunica a Sherlock che il padre non intende più mantenerlo, a meno che non si trasferisca a Londra. Sherlock, dopo lunghe riflessioni, decide di scrivere una lettera per il padre in cui gli chiede di poter restare a New York, e la consegna al fratello in partenza per Londra. Alla fine della puntata, Microft strappa la lettera e chiama un numero britannico, comunicando che Sherlock non parla con suo padre da un po' e che non sarebbe partito; termina dicendo che si deve trovare un altro metodo per farlo allontanare da NY.
- Guest star: Rhys Ifans (Mycroft Holmes), William Sadler (Ian Gale), Margaret Colin (Natalie Gale)
- Ascolti USA: 8 540 000 telespettatori[16]
- Ascolti Italia: 1 578 000 telespettatori – share 6,16%[17]

## In bilico
- Titolo originale: On the Line
- Diretto da: Guy Ferland
- Scritto da: Jason Tracey

### Trama
Samantha Wabash si suicida simulando il suo omicidio e incolpando quello che ritiene l'assassino di sua sorella. Il sospettato Lucas Vansh viene immediatamente rilasciato perché Holmes ricostruisce l'accaduto, ma poi capisce che nonostante nel caso della morte della vittima sia innocente che questi sia veramente un serial killer semplicemente ascoltando il suo interrogatorio. Decide quindi di condurre indagini più approfondite sull'uomo, e alla fine della puntata riesce a farlo abilmente arrestare, scoprendo un nascondiglio dove aveva tenuto due donne ancora vive.
- Guest star: Troy Garity (Lucas Bundsch), Chris Bauer (Detective Gerry Coventry)
- Ascolti USA: 9 240 000 telespettatori – share (18-49 anni) 5%[18]
- Ascolti Italia: 1 604 000 telespettatori – share 6,19%[19]
- Nota. La storia si basa sul racconto The problem of Thor Bridge di Sir Arthur Conan Doyle e inserito nella raccolta Il taccuino di Sherlock Holmes-

## Tremori
- Titolo originale: Tremors
- Diretto da: Aaron Lipstadt
- Scritto da: Liz Friedman

### Trama
Holmes è chiamato a testimoniare in tribunale e in questa occasione racconta in flashback il caso che ha come protagonista una ragazza ammalata di cancro che è stata assassinata. Il primo indiziato è l'ex ragazzo che è affetto da gravi disturbi mentali ma nel corso delle indagini Sherlock e Watson scopriranno la verità, ovvero che non è stato lui ad ucciderla. Alla fine dell'episodio si vede Bell, che per salvare Sherlock da uno degli indiziati, prende una pallottola al suo posto, ferendosi gravemente al braccio e mettendo a repentaglio la sua carriera ma risentito di Holmes, si rifiuta di parlare con lui.
- Guest star: Elizabeth Marvel (Cassandra Walker), Frankie Faison (giudice Brewster O'Hare), Danny Mastrogiorgio (James Dylan)
- Ascolti USA: 8 290 000 telespettatori – share (18-49 anni) 5%[20]
- Ascolti Italia: 1 781 000 telespettatori – share 9,46%[21]

## Controllo interno
- Titolo originale: Internal Audit
- Diretto da: Jerry Levine
- Scritto da: Bob Goodman

### Trama
Holmes e Watson sono impegnati a stabilire quale cliente abbia ucciso un gestore di fondi alternativi a capo di una truffa. Nel frattempo, Holmes decide di accettare la proposta di Alfredo di essere uno sponsor. Il detective Bell riceve la proposta di un trasferimento all'unità Demografica della polizia di New York.
- Guest star: Ato Essandoh (Alfredo Llamosa)
- Ascolti USA: 9 090 000 telespettatori[22]
- Ascolti Italia: 1 605 000 telespettatori – share 7,55%[23]

## Mente diabolica
- Titolo originale: The Diabolical Kind
- Diretto da: Larry Teng
- Scritto da: Robert Doherty e Craig Sweeny

### Trama
Nella casa di una famiglia newyorchese s'introducono degli uomini mascherati ed armati, che hanno lo scopo di rapire la figlia piccola. Uccidono il padre e la portano via. La polizia raggiunge subito la casa e squilla il telefono fisso: i rapitori chiedono un riscatto di 50 milioni di dollari. Sherlock riconosce però la voce, facendo notare a Watson che è la stessa utilizzata da Moriarty per mettersi in contatto telefonico con chiunque. Così fanno visita alla donna che però non si trova in carcere a scontare l'interminabile pena, bensì in un grande edificio abbandonato ma sorvegliato in ogni angolo da agenti. Messa alle strette, Moriarty, confessa e dice di credere che c'entrino col rapimento della bambina alcuni uomini che lavoravano con lei.
Per collaborare con la polizia, Moriarty viene addirittura portata al distretto, ma Sherlock non è affatto d'accordo, nonostante avesse dei bracciali e dei localizzatori che avrebbero impedito la sua fuga. Moriarty fornisce degli identikit alla polizia che così va alla ricerca dei sospettati. I rapitori però tendono un agguato a due poliziotti e il capo della nuova banda s'impossessa del telefono di uno degli agenti che conteneva tutti i ritratti di Moriarty. Sherlock scopre che nei ritratti forniti dalla donna ci sono degli indizi: sono numeri, collegati a coordinate geografiche di un luogo in Norvegia, dove i suoi ex uomini al comando volevano fuggire con la bambina. Tutto ciò in un primo momento fa di Moriarty l'organizzatrice del piano. Watson però fa notare a Sherlock che la donna era quasi terrorizzata nel sentire la voce della piccola sequestrata, durante una telefonata alla polizia. Così Holmes si mette alla ricerca di altri indizi setacciando gli annunci del giornale che leggeva la donna durante la “prigionia”. Scopre in un annuncio, decifrando un codice, che in realtà Moriarty è la vittima di questo piano architettato dai suoi ex complici: infatti la piccola rapita è sua figlia, sottratta ai genitori adottivi per ricevere in cambio le coordinate di un caveau situato in Norvegia che conteneva informazioni riservate.
Moriarty intanto si libera dalle manette elettroniche mediante pezzi di vetro che bloccano il localizzatore, ma che le provocano ferite ai polsi; raggiunge nel Bronx un edificio in cui tenevano nascosta la bambina e uccide tutti gli uomini presenti. Chiama Sherlock, già a conoscenza della verità, che la raggiunge poco dopo. Moriarty gli spiega che la piccola era stata concepita prima della relazione con Holmes ed era stata affidata alla coppia che aveva problemi di concepimento; la donna poi viene portata in ospedale per curare le ferite ai polsi.
- Guest star: Natalie Dormer (Jamie Moriarty), Faran Tahir (agente Ramses Mattoo), Andrew Howard (Devon Gaspar), Delphina Belle (Kayden Fuller)
- Ascolti USA: 9 040 000 telespettatori[24]
- Ascolti Italia: 1 496 000 telespettatori – share 6,83%[25]

## Tutto in famiglia
- Titolo originale: All in the Family
- Diretto da: Andrew Bernstein
- Scritto da: Jason Tracey

### Trama
Il detective Bell, ormai fisso all'unità Demografica del dipartimento, riceve l'ordine dal suo capo di controllare un punto di scarico di alcune sostanze tossiche, in base ad una soffiata anonima fatta direttamente al direttore. Viene così rinvenuto il cadavere mutilato di un uomo, che successivamente è identificato da Joan come appartenente alla mafia. In seguito all'episodio, iniziano degli atti di guerriglia tra le due principali famiglie mafiose newyorkesi, che iniziando ad uccidersi a vicenda; la situazione viene però abilmente salvata da Holmes, che scopre la vera identità del capo di Bell: si tratta di un ex-mafioso, che aveva fatto carriera in polizia ma teneva ora a saldare alcuni vecchi rapporti con gli altri boss della zona, decidendo di farli uccidere fra loro.
Durante la puntata, Sherlock e Marcus hanno delle controversie, finché alla fine si riappacificano (quasi) definitivamente. Nell'ultima parte dell'episodio si apprende che Marcus è tornato al dipartimento alle dipendenze di Gregson.
- Guest star: Peter Gerety (commissario Frank DaSilva), Paul Sorvino (Robert Pardillo Sr.), Vincent Curatola (Theodore "Big Teddy" Ferrara)
- Ascolti USA: 9 970 000 telespettatori[26]
- Ascolti Italia: 1 749 000 telespettatori – share 7,75%[27]

## Morto che cammina
- Titolo originale: Dead Clade Walking
- Diretto da: Helen Shaver
- Scritto da: Jeffrey Paul King

### Trama
Joan decide di riaprire un vecchio caso di Holmes, che lui curava durante il periodo in cui faceva uso di droghe. Esaminando una foto del caso (l'omicidio di un uomo), e grazie all'aiuto di un'amica geologa, Joan scopre infatti che una pietra presente sulla scena del delitto era in realtà un preziosissimo reperto archeologico: si tratta di un enorme masso di circa 60 milioni di anni contenente uno minuscolo scheletro di dinosauro. I due consulenti si recano nel museo di fossili più importante di New York, e chiedono al direttore di esaminare il fossile: egli spiega loro l'importanza del ritrovamento e il conseguente valore della pietra, e Joan e Sherlock si decidono a consegnarlo immediatamente alla polizia, sospettando che si tratti di un pezzo proveniente dal mercato nero.
La teoria di Sherlock è confermata dal furto del reperto, avvenuto sotto gli occhi di tutti alla stazione di polizia; in poco tempo, Sherlock e Joan riescono a rintracciare il maggiore esponente di tale categoria, un tizio soprannominato "la Gazza Ladra", ma lo trovano ucciso in casa sua, vicino al fossile distrutto. Indagando più a fondo, Sherlock scopre la reale importanza del ritrovamento: se questo fosse stato opportunamente consegnato alla comunità scientifica, infatti, si sarebbe potuta dimostrare la teoria di "Clade, morto che cammina", ovvero l'ipotesi secondo la quale alcuni dinosauri erano sopravvissuti alla caduta del meteorite che ne aveva distrutto la specie. Il quadro a questo punto si fa più chiaro, e Sherlock e Joan si adoperano per trovare una lista dei maggiori esponenti della comunità scientifica contrari alla tesi di "Clade, morto che cammina". Tra i nomi figura anche il direttore del museo newyorkese che aveva dato delucidazioni sul fossile: con un'opportuna analisi del DNA ritrovato sulla scena del secondo delitto, tutti gli elementi si chiariscono definitivamente.
Nel frattempo, Sherlock è stato impegnato con il suo assistito Randy, di cui è da poco lo sponsor ufficiale. Randy gli aveva infatti confessato che temeva il ritorno di Eve, la sua ex ragazza che lo aveva portato a drogarsi, e che sarebbe venuta a convivere con lui nella speranza di poter essere pulita. I timori di Randy si avverano, poiché a fine puntata egli confessa a Sherlock di aver preso una dose; tuttavia Holmes, che tiene molto al ruolo attribuitogli nel suo rapporto con Randy, lo convince a separarsi definitivamente dalla donna e lo porta con sé ad una riunione.
- Guest star: Stephen Tyrone Williams (Randall "Randy"), Ashlie Atkinson (Gay), Jane Alexander ("C.").
- Ascolti USA: 10 340 000 telespettatori[28]
- Ascolti Italia: 1 382 000 telespettatori – share 5,93%[29]

## Corpo di ballo
- Titolo originale: Corpse de Ballet
- Diretto da: Jean de Segonzac
- Scritto da: Liz Friedman

### Trama
Una ballerina viene trovata tagliata in due durante le prove generali di un famoso corpo di ballo. Le accuse ricadono inizialmente su una collega, la prima ballerina Iris Lanzer (di cui Sherlock è un fan) famosa in tutto il mondo e dal carattere molto particolare; dopo opportune indagini, tuttavia, Sherlock scopre che l'assassino è l'avvocato della famosa star del balletto: in questo modo, infatti, egli avrebbe potuto acquistare notorietà dalla difesa della sua cliente, contro un crimine di tale portata.
Durante la puntata Sherlock va a letto con varie donne, compresa la prima ballerina indagata del caso, e alla fine Watson riesce a trovare con lui un compromesso.
- Guest star: Aleksa Palladino (Iris Lanzer), Scott Cohen (avvocato Nolan Sharp)
- Ascolti USA: 9 450 000 telespettatori[30]
- Ascolti Italia: 1 455 000 telespettatori – share 5,97%[31]

## Un ritorno inatteso
- Titolo originale: The One Percent Solution
- Diretto da: Guy Ferland
- Scritto da: Bob Goodman e Craig Sweeny (soggetto); Craig Sweeny (sceneggiatura)

### Trama
Lestrade, l'ispettore londinese con cui aveva collaborato Holmes, si presenta a New York per indagare su un caso di esplosione di una bomba, responsabile della morte di tre persone. Lestrade lavora adesso nel settore privato, e Holmes non è affatto lieto di dover collaborare con lui, dopo il suo comportamento a Londra. Tuttavia ben presto le indagini procedono, e dopo aver sospettato del capo di Lestrade, Holmes scopre che l'assassina era una donna dell'azienda, che ne avrebbe ricavato numerosi vantaggi. Lestrade confessa a Holmes le sue debolezze, come investigatore e come uomo, lo ringrazia e si ferma a dormire da lui per la notte.
- Guest star: Sean Pertwee (Gareth Lestrade)
- Ascolti USA: 8 660 000 telespettatori[32]
- Ascolti Italia: 1 526 000 telespettatori – share 6,27%[33]

## Il rapimento
- Titolo originale: Ears to You
- Diretto da: Seith Mann
- Scritto da: Lauren MacKenzie e Andrew Gettens

### Trama
Quando Gordon Cushing riceve un pacco con dentro due orecchie mozzate inizia a pensare che la moglie scomparsa Sarah Cushing (che tutti credono uccisa da lui quattro anni prima) potrebbe essere ancora viva. Mentre Holmes indaga Watson cerca di aiutare Lestrade a sentirsi non più un fallimento.
- Guest star: Sean Pertwee (Gareth Lestrade), Jeremy Davidson (Gordon Cushing), Cara Buono (Sarah Cushing)
- Ascolti USA: 8 540 000 telespettatori[34]
- Ascolti Italia: 1 729 000 telespettatori – share 7%[35]

## Il segugio
- Titolo originale: The Hound of the Cancer Cells
- Diretto da: Michael Slovis
- Scritto da: Bob Goodman

### Trama
Holmes e Watson indagano sulla morte per avvelenamento da elio di un ricercatore su cui era stato testato il "segugio", un etilometro per la rilevazione del cancro. Bell, che finalmente si è ripreso dal suo infortunio ed è tornato in servizio sul campo, chiede a Watson di rintracciare una testimone mancante per un omicidio di strada.
- Guest star: Mather Zickel (Hank Pierce), Ron Canada (Manny Rose), Shiri Appleby (Dalit Zirin)
- Ascolti USA: 8 940 000 telespettatori[36]
- Ascolti Italia: 1 690 000 telespettatori – share 6,79%[37]
- Nota. Il titolo originale dell'episodio è un riferimento al romanzo Il mastino dei Baskerville di Sir Arthur Conan Doyle.

## Quando Watson era un medico
- Titolo originale: The Many Mouths of Aaron Colville
- Diretto da: Larry Teng
- Scritto da: Jason Tracey

### Trama
Con il ritrovamento di un cadavere che ha il segno di un morso sulla pelle, riemergono in Watson ricordi di dieci anni prima: Aaron Colville, sospettato di diversi omicidi in cui i cadaveri avevano gli stessi segni di morsi, morì sul tavolo operatorio davanti a lei (non ancora chirurgo) e al suo superiore. Essendo quindi ora in dubbio la colpevolezza dell'uomo ai tempi, Watson fa visita al chirurgo che condusse l'operazione, nonché suo ex collega, che in realtà lasciò morire il sospettato mentre Watson non espresse alcun dissenso.
- Ascolti USA: 7 830 000 telespettatori[38]
- Ascolti Italia: 1 713 000 telespettatori – share 6,78%[39]

## Un grande vuoto
- Titolo originale: No Lack of Void
- Diretto da: Sanaa Hamri
- Scritto da: Liz Friedman e Jeffrey Paul King

### Trama
Holmes e Watson indagano sulla morte per avvelenamento per antrace di un uomo in una cella di detenzione presso la stazione di Gregson. In questo stesso episodio Holmes viene a sapere che il suo vecchio amico Alistair (apparso per la prima volta in "Sabotaggio") è morto per un'overdose.
- Ascolti USA: 7 900 000 telespettatori[40]
- Ascolti Italia: 1 567 000 telespettatori – share 6,54%[41]

## Violazione della privacy
- Titolo originale: The Man With the Twisted Lip
- Diretto da: Seith Mann
- Scritto da: Steve Gottfried (soggetto); Craig Sweeny e Steve Gottfried (sceneggiatura)

### Trama
Watson convince Sherlock ad aiutare Tess, uno dei membri del suo gruppo di supporto, nel ritrovare la sorella scomparsa. Nel frattempo, Mycroft ritorna a New York e propone a Joan di frequentarsi.
Prendendo tempo per considerare la proposta, Watson incontra Sherlock in un parco dove ha trovato un indizio su Paige. Dopo alcune ricerche, trovano ben due corpi, uno di Paige e l'altro di un uomo, Zach Piller. Sherlock va a trovare Mycroft al Diogene per discutere di Watson, ma nota un uomo misterioso in un angolo del ristorante. Sherlock identifica quest'uomo come Guillaume de Soto, un membro di un cartello della droga francese chiamato Le Milieu.
Dopo aver risolto il caso di Paige, Watson inizia ad indagare su Le Milieu e trova una busta all'esterno di Diogene. Fa appena in tempo a scoprire che la busta contiene una foto che la ritrae, quando un uomo la immobilizza con un fazzoletto imbevuto dl cloroformio e la rapisce.
- Guest star: Rhys Ifans (Mycroft Holmes), Jeremy Shamos (Dr. Paul Sutherland), Henri Lubatti (Marchef), T. Ryder Smith (Kenneth Carlson), Josh Salatin (spacciatore), Vincenzo Amato (Guillaume de Soto), Teal Wicks (Tess Dahl), Candis Cayne (signorina Hudson), Mandy Siegfried (Ellen Pierce)
- Ascolti USA: 8 130 000 telespettatori – share (18-49 anni) 5%[42]
- Ascolti Italia: 1 540 000 telespettatori – share 6,46%[43]

## La lista
- Titolo originale: Paint It Black
- Diretto da: Lucy Liu
- Scritto da: Robert Hewitt Wolfe

### Trama
Joan Watson è stata rapita dall'organizzazione francese, per motivi riconducibili a Mycroft, il quale convince Sherlock a collaborare per riuscire a far rilasciare la donna. Si accenano nuovi indizi riguardo alla vera identità di Mycroft.
- Guest star: Rhys Ifans (Mycroft Holmes), Michael Gaston (Kurt Yoder), Henri Lubatti (Marchef), Tim Guinee (Dean McNally), Vincenzo Amato (Guillaume de Soto), Andrew Halliday (signor Hostetler), Ty Jones (Deron)
- Ascolti USA: 7 790 000 telespettatori – share (18-49 anni) 5%[44]
- Ascolti Italia: 1 848 000 telespettatori – share 7,96%[45]

## Al lupo, al lupo
- Titolo originale: Art in the Blood
- Diretto da: Guy Ferland
- Scritto da: Bob Goodman

### Trama
Mycroft confessa a Watson di essere un agente segreto dell'MI6, svelandole di aver collaborato con l'agenzia anche per salvare Sherlock da arresto sicuro, a causa di una sua inconsapevole collaborazione con un terrorista. Joan decide di riavvicinarsi a Mycroft, superando timori e diffidenze, e decide quindi di comunicare a Sherlock il suo prossimo trasferimento in un appartamento tutto suo. A Sherlock viene affidato un caso di omicidio direttamente dal referente MI6 di Mycroft. Sherlock scopre che la vittima, un ex agente dell'MI6, aveva individuato una talpa all'interno dell'MI6. Dopo qualche indagine e il relativo resoconto all'MI6, Sherlock viene informato dal Capitano Gregson del ritrovamento dell'arma del delitto. La pistola riporta un set di impronte digitali caratterizzato da una vistosa cicatrice sul medio e sull'anulare: caratteristica inconfondibile per Sherlock, che riconosce immediatamente le impronte del fratello e lo avverte tempestivamente della macchinazione ai suoi danni, mettendolo in fuga.
- Guest star: Rhys Ifans (Mycroft Holmes), Ralph Brown (Tim Sherrington), Emily Bergl (Marion West), Jim Norton (Sir James Walter), Jordan Gelber (Dottor Hawes)
- Ascolti USA: 7 540 000 telespettatori – share (18-49 anni) 4%[46]
- Ascolti Italia: 1 735 000 telespettatori – share 7,06%[47]

## Il grande esperimento
- Titolo originale: The Grand Experiment
- Diretto da: John Polson
- Scritto da: Robert Doherty e Craig Sweeny

### Trama
Le accuse di tradimento ed omicidio che pendono sulla testa di Mycroft non aiutano a placare l'atmosfera tesa tra Holmes e Joan, ancora intenta a cercare un appartamento.
Dopo varie disavventure, l'indagine portata avanti dai tre rivela chi sia la vera spia all'interno dell'MI6. 
Più tardi Mycroft informa il fratello e Watson di aver fatto un accordo con la sicurezza nazionale americana, e in cambio loro hanno inscenato la morte di Mycroft, per proteggerlo da Le Milieu.
Mycroft, prima di sparire dalla circolazione, spiega di averlo fatto non solo per proteggere se stesso, ma anche coloro a cui tiene, ovvero Joan e Sherlock.
Mentre Watson pianifica il suo trasferimento, Sherlock visita l'MI6 per dire loro che è disposto a arruolarsi nell'organizzazione.
- Guest star: Rhys Ifans (Mycroft Holmes), Ralph Brown (Tim Sherrington), Jim Norton (Sir James Walter), Nasser Faris (Julian Afkhami)
- Ascolti USA: 7 370 000 telespettatori – share (18-49 anni) 5%[48]
- Ascolti Italia: 1 680 000 telespettatori – share 7,01%[49]